# The Roundhouse Tapes
The Roundhouse Tapes er et livedobbeltalbum af den svenske progressiv dødsmetal-gruppe Opeth. Musikken blev indspillet 9. november 2006 og udgivet 5. november 2007 i Europa og Australien og 20. november 2007 i resten af verden. Dvd-versionen blev udgivet 10. november 2008. Titlen er et ordspil på Iron Maidens første udgivelse The Soundhouse Tapes og Roundhouse i Camden i London; spillestedet hvor musikken blev optaget.
Mikael Åkerfeldt har om denne optræden udtalt: "Roundhousekoncerten vil altid en uforglemmelig koncert for os af mange grunde, men mest af alt fordi den fangede bandet på toppen af Ghost Reveries-touren".

## Spor

### Cd 1
1. "When" − 10:28
2. "Ghost of Perdition" − 10:57
3. "Under the Weeping Moon" − 10:28
4. "Bleak" − 8:39
5. "Face of Melinda" − 9:58
6. "The Night and the Silent Water" − 10:29

### Cd 2
1. "Windowpane" − 8:01
2. "Blackwater Park" − 18:59
3. "Demon of the Fall" − 8:14

### Dvd
1. "When" − 10:28
2. "Ghost of Perdition" − 10:57
3. "Under the Weeping Moon" − 10:28
4. "Bleak" − 8:39
5. "Face of Melinda" − 9:58
6. "The Night and the Silent Water" − 10:29
7. "Windowpane" − 8:01
8. "Blackwater Park" − 18:59
9. "Demon of the Fall" − 8:13

## Musikere
- Mikael Åkerfeldt − guitar, vokal, miksning, instruering
- Peter Lindgren[1] − guitar
- Martín Mendez − basguitar
- Per Wiberg − keyboard, støttevokal
- Martin "Axe" Axenrot – trommer